# Шпройц

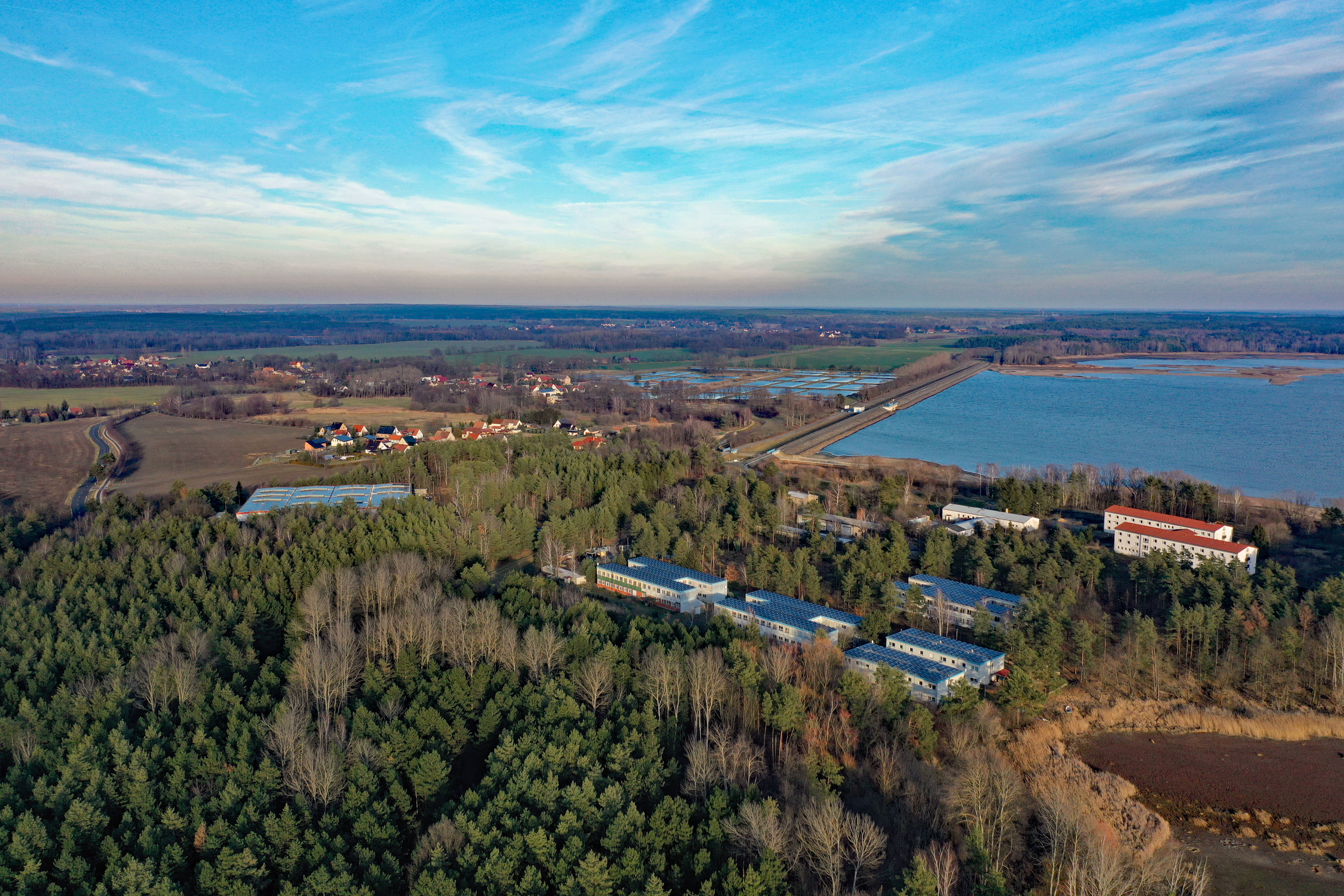

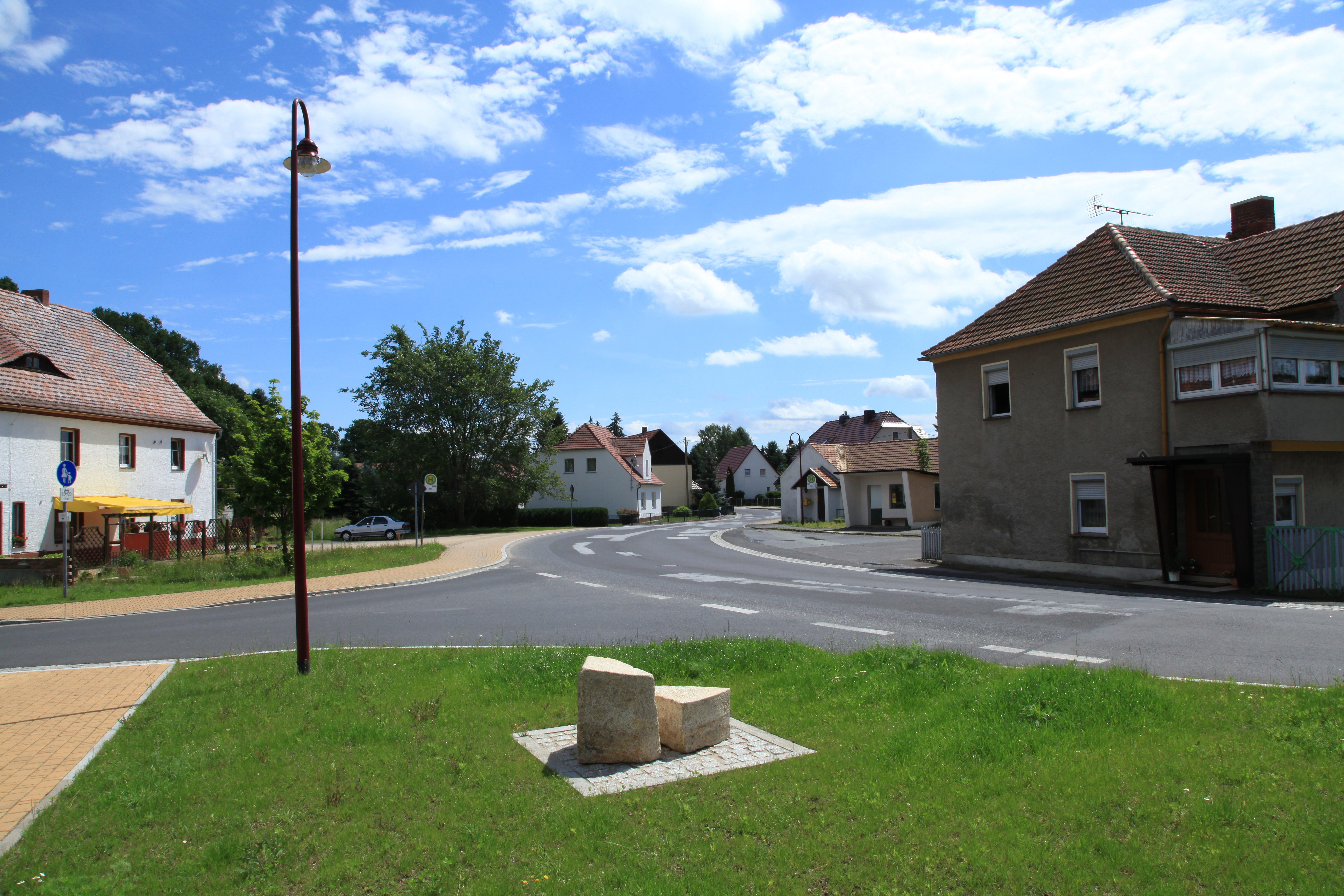

Шпройц или Спрёйцы (нем. Sproitz; в.-луж. Sprjojcy) — деревня в Верхней Лужице, Германия. Входит в состав коммуны Квицдорф-ам-Зе района Гёрлиц в земле Саксония. Подчиняется административному округу Дрезден.

## География
Находится на правом берегу реки Чорны-Шепс (Шварце-Шёпс) при южной границе биосферного заповедника «Пустоши и озёра Верхней Лужицы». На юге от деревни располагаются водохранилище Квицдорф (Кветанецы) и на севере — рыбоводческие пруды. В семи километрах на востоке от деревни находится город Ниски. Через деревню проходит автомобильная дорога S109.
Соседние населённые пункты: на западе — деревня Йезор (входит в городские границы Ниски), на юго-западе — деревня Холм, на западе — деревня Каментна-Вольшинка, на северо-западе — деревня Горшов.
До 1969 года на юге от Шпройца находилась деревня Квицдорф (Кветанецы), которая была затоплена при образовании водохранилища.

## История
Впервые упоминается в 1399 году под наименованием Sprewitz, под современным наименованием — с 1791 года.
Развитие деревни непосредственно связано с угольным карьером, который стал разрабатываться на юге от деревни в конце XIX века. Наибольшая численность в 765 жителей зафиксирована в 1990 году. После закрытия угольного карьера в начале 1990-х годов численность жителей упала до 406 человек в 2014 году.
В настоящее время деревня входит в состав культурно-территориальной автономии «Лужицкая поселенческая область», на территории которой действуют законодательные акты земель Саксонии и Бранденбурга, содействующие сохранению лужицких языков и культуры лужичан.
Исторические немецкие наименования
- Sprewitz, 1399
- Spreewcz, 1408
- Spehicz, 1446
- Spreicz, 1449
- Sproytz, 1658
- Sproitz, 1791

## Население
Официальным языком в населённом пункте, помимо немецкого, является также верхнелужицкий язык.
Согласно статистическому сочинению «Dodawki k statisticy a etnografiji łužickich Serbow» Арношта Муки в 1884 году в деревне проживало 412 человек (из них — 30 серболужичанина).
| 1825 | 1871 | 1885 | 1905 | 1925 | 1939 | 1946 | 1950 | 1964 | 1990 | 2014 |
| ---- | ---- | ---- | ---- | ---- | ---- | ---- | ---- | ---- | ---- | ---- |
| 257  | 384  | 362  | 467  | 478  | 483  | 441  | 519  | 542  | 765  | 406  |

## Достопримечательности
- Воинское кладбище немецких солдат, погибших в 1945 году
- Старая мельница